# José Luis Merino
José Luis Merino Boves (Madrid, 10 de junio de 1927-Madrid, 2 de julio de 2019) fue un director de cine y guionista español.

## Biografía
Nació en Madrid el 10 de junio de 1927 como José Luis Merino Boves. En los años 50 fue ayudante de dirección para Antonio del Amo, Pedro Lazaga, Francisco Rovira-Beleta o César Fernández Ardavín. Debutó como director junto a Mateo Cano en la película Aquellos tiempos del cuplé, película escrita por Alfonso Paso y protagonizada por Lilián de Celis. Su siguiente película, El vagabundo y la estrella, de nuevo dirigida junto a Mateo Cano, estuvo protagonizada por el tenor canario Alfredo Kraus. En adelante dirige películas de aventuras —Robin Hood, el arquero invencible, El Zorro de Monterrey—, de cine bélico —La batalla del último Panzer, Comando al infierno, Consigna: matar al comandante en jefe—, de terror —Ivanna, La orgía de los muertos— o de spaghetti western —Frontera al sur, Réquiem para el gringo, La muerte busca un hombre, 7 cabalgan hacia la muerte—, hasta completar una filmografía compuesta por casi una treintena de largometrajes, siempre contando con guiones propios. Entre sus últimas películas figuran La avispita Ruinasa (1983), comedia protagonizada por Jesús Puente y Licia Calderón, la cual aprovechaba la actualidad del caso de la expropiación del holding Rumasa; Gritos de ansiedad (1984), una historia de intriga en la que Lola Forner es una heredera que tendrá que enfrentarse a un complot organizado por su tía para enloquecerla y Superagentes en Mallorca (1990), historia de acción que contaba con las hermanas Marta Valverde y Loreto Valverde, además de con varios actores de la época de las coproducciones y el cine de género, como Frank Braña, Aldo Sambrell o Víctor Israel. Ha aparecido como actor en pequeños papeles en varias películas de José Luis Garci.
Falleció en Madrid a los 92 años el 2 de julio de 2019.

## Filmografía

### Director
- 1990 Superagentes en Mallorca
- 1984 Gritos de ansiedad
- 1983 La avispita Ruinasa
- 1983 USA, violación y venganza
- 1982 Dejadme vivir (cortometraje)
- 1979 7 cabalgan hacia la muerte
- 1977 Marcada por los hombres
- 1976 Sábado, chica, motel ¡qué lío aquel!
- 1974 Juan Ciudad: ese desconocido (cortometraje documental)
- 1974 Tarzán en las minas del rey Salomón (como J.L. Merino Boves)
- 1974 Juegos de sociedad
- 1973 La orgía de los muertos
- 1972 La rebelión de los bucaneros
- 1971 El Zorro de Monterrey
- 1971 El Zorro caballero de la justicia
- 1970 La última aventura del Zorro
- 1970 El tigre del Kyber
- 1970 Consigna: matar al comandante en jefe
- 1970 Ivanna
- 1970 La muerte busca un hombre
- 1970 Robin Hood, el arquero invencible
- 1970 Las cinco advertencias de Satanás
- 1969 Comando al infierno
- 1969 La batalla del último Panzer
- 1968 Colpo sensazionale al servizio del Sifar
- 1968 Réquiem para el gringo
- 1967 Frontera al sur (como Joseph Marvin)
- 1966 Por un puñado de canciones
- 1964 Alféreces provisionales
- 1960 El vagabundo y la estrella
- 1958 Aquellos tiempos del cuplé

### Ayudante de dirección
- 1959 El lazarillo de Tormes
- 1957 El andén
- 1957 ...Y eligió el infierno
- 1957 La puerta abierta
- 1957 Llegaron siete muchachas
- 1956 El expreso de Andalucía
- 1956 Cuerda de presos
- 1955 Sierra maldita

### Guionista
- 1990 Superagentes en Mallorca
- 1984 Gritos de ansiedad
- 1983 La avispita Ruinasa
- 1983 USA, violación y venganza
- 1982 Dejadme vivir (cortometraje)
- 1979 7 cabalgan hacia la muerte
- 1977 Marcada por los hombres
- 1976 Sábado, chica, motel ¡qué lío aquel!
- 1975 En la cresta de la ola
- 1974 Juan Ciudad: ese desconocido (cortometraje)
- 1974 Tarzán en las minas del rey Salomón
- 1973 La orgía de los muertos
- 1972 La rebelión de los bucaneros
- 1971 El Zorro de Monterrey
- 1971 Como un ídolo de arena
- 1971 El Zorro caballero de la justicia
- 1970 El tigre del Kyber
- 1970 Consigna: matar al comandante en jefe
- 1970 Ivanna
- 1970 La muerte busca un hombre
- 1970 Robin Hood, el arquero invencible
- 1970 Las cinco advertencias de Satanás
- 1969 Comando al infierno
- 1969 Hora cero: Operación Rommel
- 1969 La batalla del último Panzer
- 1968 La ametralladora
- 1967 Frontera al sur
- 1966 Por un puñado de canciones
- 1964 Alféreces provisionales
- 1960 El vagabundo y la estrella
- 1958 Aquellos tiempos del cuplé

## Premios
En la edición de 1958 de las Medallas del Círculo de Escritores Cinematográficos recibió el Premio Jimeno por su dirección de la película Aquellos tiempos del cuplé.